# Petar Brzica

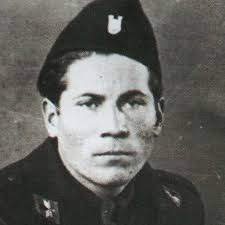
Petar Brzica

Petar Brzica, född omkring 1917, var en kroatisk Ustaša-medlem och vakt i koncentrationslägret Jasenovac.
Enligt uppgift skall Brzica under ett enda dygn, den 29 augusti 1942, ha skurit halsen av 1 360 fångar (judar och serber) med hjälp av det speciella knivredskapet srbosjek.
Efter andra världskriget flydde Brzica till USA, där han sannolikt bytte identitet och dog i avskildhet. Det är sedan 2008 ännu okänt vad som hände med Brzica efter kriget, då något födelsedatum eller någon familj till honom aldrig har påträffats.
Brzica efterlystes för sina krigsförbrytelser och hans namn fanns på en lista med andra Jasenovac-vakter som skulle ställas inför rätta för folkmord de förövat. Vittnesmål om Brzica existerar från både andra vakter och fångar i dokument som listas bakåt redan till år 1945.